# مسعود احمدزاده
مسعود احمدزاده هروی (۱۳۲۵ – ۱۱ اسفند ۱۳۵۰) از رهبران و اعضای بنیان‌گذار سازمان چریک‌های فدایی خلق ایران بود. وی به همراه امیرپرویز پویان گروه احمدزاده-پویان را شکل داد که یکی از گروه‌های مؤسس سازمان چریک‌های فدائی خلق بود و به مبارزهٔ مسلحانه با رژیم پهلوی پرداخت.

## زندگی
مسعود احمدزاده در یک خانوادهٔ مذهبی و سیاسی در شهر مشهد متولد شد. خانوادهٔ احمدزاده از دوران رضاخان به فعالیت سیاسی علیه رژیم پهلوی پرداخته بودند و در دوران حکومت مصدق نیز از وی و جبههٔ ملی ایران حمایت کرده بودند و پس از کودتای ۲۸ مرداد به حمایت از نهضت آزادی ایران و نهضت مقاومت ملی ایران پرداختند. وی از دوران دبیرستان با امیرپرویز پویان همکلاس بود و بعدها رابطهٔ خود را با وی در دوران دانشگاه نیز ادامه داد. وی در دوران دبیرستان به جبهه ملی ایران گرایش داشت و در راستای مبارزه علیه رژیم پهلوی اقدام به سازماندهی گروهی به نام انجمن دانش آموزان مسلمان کرده بود. احمدزاده به تحصیل در رشتهٔ ریاضی در دانشگاه تهران پرداخت و از این دانشگاه فارغ‌التحصیل شد. دوستی وی با پویان به شکل گرفتن گروه احمدزاده-پویان منجر شد که یکی از گروه‌های مؤثر در شکل‌گیری سازمان چریکهای فدایی خلق بود و مبارزهٔ مسلحانه با رژیم محمدرضاشاه پهلوی را سازماندهی کرد. برادر مسعود احمدزاده، به نام مجید احمدزاده هم در تشکیل این گروه نقش زیادی داشت. یک برادر دیگر مسعود احمدزاده نیز به نام مجتبی احمدزاده پس از انقلاب ۵۷ اعدام شد. پدر مسعود، مجید و مجتبی احمدزاده، به نام طاهر احمدزاده از زندانیان سیاسی دوران پهلوی مشی ملی-مذهبی داشت و نخستین استاندار خراسان پس از پیروزی انقلاب بود. وی بعدها در سال ۱۳۶۱ دستگیر و تا سال ۱۳۶۵ در زندان بود. مسعود و مجید احمدزاده پس از عملیات سیاهکل از سوی رژیم پهلوی دستگیر شدند.

## دربارهٔ آثار و اندیشه‌های مسعود احمدزاده
مسعود احمدزاده به همراهی امیرپرویز پویان اولین نظریه‌های جنبش مبارزهٔ مسلحانه را برای سازمانی که بعداً چریکهای فدایی خلق نامیده شد ارائه کردند. اعتقاد به مبارزهٔ مسلحانه به عنوان هم استراتژی و هم تاکتیک مشخصهٔ اندیشهٔ احمدزاده و یار همرزمش پویان بود. جزوهٔ «مبارزه مسلحانه، هم استراتژی هم تاکتیک» نشان می‌دهد که احمدزاده جزم‌گرایی (دگماتیسم) رایج چپ سنتی را که نوعی پیروی از احکام شوروی بود، نمی‌پذیرفتند. احمدزاده و پویان کوشش کردند تا از اندیشه‌های قالبی (کلیشه‌ای) فراتر روند و به جای حزب انقلابی گروه پیشاهنگ را جایگزین کنند. آنان در شناخت نسبی گذار جامعهٔ نیمه فئودال به سرمایه‌داری وابسته موفق شدند. افکار آنان باعث شد که جنبش چپ نو در ایران آن روزگار از اعتقادات سنتی که شوروی را مرکز سوسیالیسم دانسته و اقماری برای آن قائل می‌شدند عبور کند. آنان همچنین عقیده داشتند که نظریه‌های لنین و مائو برای توضیح درست واقعیت سرمایه‌داری کافی نیست.
بنا به گفتهٔ فضل‌الله صلواتی (مبارز، نویسنده و پژوهش‌گر ملی مذهبی)، منتشر شدن جزوات تئوریک مسعود احمدزاده و امیرپرویز پویان در آن زمان تأثیرات فراوانی بر گروه‌های مختلف سیاسی اعم از مارکسیستی و حتی مذهبی گذاشت و باعث گرایش، چرخش و جذب عده ای از جوانان مذهبی به این ایدئولوژی و راه مبارزاتی شد.

## آثار

### تألیف
- ت‍ح‍ل‍ی‍ل‍ی از ش‍رای‍ط ج‍ام‍ع‍ه‌ای‍ران: م‍ب‍ارزه م‍س‍ل‍ح‍ان‍ه ه‍م اس‍ت‍رات‍ژی ه‍م ت‍اک‍ت‍ی‍ک، ۱۳۴۹

### ترجمه
- انقلاب در انقلاب، رژی دبره
- م‍ن‍ش‍أ خ‍ان‍واده، م‍ال‍ک‍ی‍ت خ‍ص‍وص‍ی و دول‍ت، فریدریش انگلس
- مسائلی دربارهٔ تز دبره، ویلیتام جی. بومری. ترجمهٔ مسعود احمدزاده[۷]

## مبارزه مسلحانه، دستگیری و اعدام
در روز ۱۶ فروردین ۱۳۴۹، احمدزاده فرماندهی عملیات حمله به کلانتری قلهک را بر عهده داشت. این عملیات با چندین فقره سلاح کمری، یک یوزی، کوکتل مولوتف و میخ‌های چهارپر صورت گرفت. پس از کشتن پاسبان کلانتری، آنها موفق می‌شوند که مسلسل او را «مصادره» کنند و بگریزند. احمدزاده ذکر می‌گوید هنگامی که پاسبان کلانتری قصد واکنش داشته، یک تیر به سمت او زده‌است، سپس به درون پاسگاه تیراندازی کرده و دیگران کوکتل مولوتف را پرتاب کرده‌اند. برادر مسعود، مجید احمدزاده، مسئول رانندگی این عملیات بوده‌است.
پس از عملیات سیاهکل و عملیات‌های دیگر فدائیان خلق، از جمله حمله به کلانتری قلهک مسعود احمدزاده از سوی رژیم پهلوی دستگیر شد. وی در دادگاه به شکنجه شدنش در زندان اشاره کرد و برای اثبات این مسئله لباسش را بالا زد و آثار شکنجه را به قضات نشان داد. یک حقوقدان فرانسوی به نام نوری آلبا که در این دادگاه حاضر بود در این رابطه نوشته‌است: «تمام وسط سینه و شکم او توده‌های چروکیده‌ای ناشی از سوختگی‌های بسیار عمیق دیده می‌شد. منظره وحشتناکی داشت. پشتش از آن هم بدتر بود.» تحقیقات بیشتر آلبا نشان داد که احمدزاده و زندانیان دیگر را بر روی صفحهٔ داغ مخصوص برشته کرده بودند. یک چارچوب فلزی مخصوص تقریباً شبیه رختخوابی پوشیده از توری‌هایی که مثل کباب‌پز با برق داغ می‌شد.
سرانجام مسعود احمدزاده و ۵ تن دیگر از اعضای سازمان چریکهای فدایی خلق ایران، عباس مفتاحی، مجید احمدزاده، اسدالله مفتاحی، حمید توکلی و غلامرضا گلوی، پس از محاکمه توسط دادگاه نظامی، در روز ۱۱ اسفند سال ۱۳۵۰ به جوخهٌ تیرباران سپرده شدند. فردای آن روز (دوازدهم اسفند) نیز فداییان بهمن آژنگ، سعید آریان، عبدالکریم حاجیان سه‌پُله و مهدی سوالونی، تیرباران شدند.

## گفتگو با آیت الله خامنه ای
آیت الله خامنه ای در دیدار با دانش جویان در رمضان 1395 : " تبیین. تبیین اساس کار ما است. ما با ذهنها مواجهیم، با دلها مواجهیم؛ باید دلها قانع بشود. اگر دلها قانع نشد، بدنها به راه نمی‌افتد، جسمها به‌کار نمی‌افتد؛ این فرقِ بین تفکّر اسلامی و تفکّرات غیر اسلامی است. بنده در منزل یکی از دوستانمان در تهران -آن سالهای قبل از انقلاب- نشسته بودیم. در این بین، یکی از جوانهایی که می‌شناختم -مشهدی بود؛ با خودش، پدرش آشنا بودیم؛ جزو چریکهای فدائی خلق بود و جزو کسانی بود که در جنگلهای شمال رفته بودند موضع گرفته بودند و مبارزه میکردند- ناگهان وارد شد، من هم خبر نداشتم. خب، آشنا بودیم؛ آمدند نشستند؛ ظاهراً آمده بود از آن صاحب‌خانه یک کمک مالی‌ای، چیزی بگیرد. من گفتم خب شماها چه کار میکنید، یک چیزهایی گفت. من گفتم شماها اگر میخواهید موفّق بشوید، راهش این است که با مردم حرف بزنید، تبیین کنید؛ مردم بدانند شما چرا در شمال جمع شده‌اید مبارزه‌ی مسلّحانه میکنید و در شهر مثلاً فرض کنید فلان‌جا فلان حرکت را انجام میدهید؛ مردم بدانند؛ تبیین کنید. یک مقداری راجع به این تبیین با او صحبت کردیم. یک نگاهی به من کرد و یک سری تکان داد -بچّه بود، از ما سنّاً خیلی، یک ده سالی کوچک‌تر [بود]- یک نگاهِ «نگه‌کردن عاقل اندر سَفیه» به ما کرد،(۲۵) گفت بله، این تفکّر اسلامی شما است، ما تفکّرمان این نیست؛ یعنی تبیین لازم نیست. این تفکّر دیالکتیکی کهنه‌ی فرسوده‌ی غلط ازآب‌درآمده‌ی مارکسیستی به آنها میگوید که نه، لازمه‌ی دیالکتیک و نتیجه‌ی دیالکتیک، این جنگ و دعوای بین کارگر و کارفرما است و هیچ تبیینی لازم ندارد؛ به آنها این‌جوری بیان میکنند.  نه، به قول همان جوان -که بعداً هم کشته شد- تفکّر اسلامی تبیین است. فَاِنَّما عَلَیکَ البَلاغ "